# Blas Cantó
Blas Cantó Moreno (né le 26 octobre 1991 à Ricote) est un artiste espagnol connu pour avoir été membre du groupe Auryn (es),. 
Il se montre d'abord lors de la sélection nationale pour représenter l'Espagne au Concours Eurovision de la chanson junior 2004, mais va échouer, en terminant deuxième.
Il est sélectionné en interne par le diffuseur espagnol RTVE pour représenter l'Espagne lors de la finale du Concours Eurovision de la chanson 2020 à Rotterdam. Le concours étant annulé, Blas Cantó est de nouveau désigné comme représentant de son pays à l'édition 2021 avec sa chanson Voy a quedarme. Lors de la finale du 22 mai, il obtient 6 points et termine à la 24e place sur 26.

## Discographie

### Albums

#### Avec Auryn
- 2011 : Endless Road, 7058
- 2013 : Anti-Heroes
- 2014 : Circus Avenue
- 2015 : Ghost Town

#### En solo
- 2018 : Complicado
- 2020 : Universo
- 2021 : Voy a quedarme
- 2021 : Memoria